# Turli tava
Turli tava (zelenina a dušené maso) je jídlo. Název má svůj původ v tureckých slovech turli, znamenajícím míchaná, a tava, znamenajícím keramickou misku. Je to obvyklé hlavní jídlo v Severní Makedonii a zbytku jižního Balkánu. Turli tava se připravuje z brambor, rýže, ibišku, lilku, mrkve, papriky a vepřového, hovězího či jehněčího masa. Všechny tyto ingredience se smíchají a pečou v troubě v tradiční keramické misce (tava).